# Bonnières-sur-Seine
Bonnières-sur-Seine település Franciaországban, Yvelines megyében. Lakosainak száma 5077 fő (2022. január 1.). Bonnières-sur-Seine Bennecourt, Freneuse, Rolleboise, Rosny-sur-Seine, La Villeneuve-en-Chevrie és Notre-Dame-de-la-Mer községekkel határos.

## Népesség
A település népességének változása:
| Lakosok száma | 4568 | 4581 | 4631 | 4612 | 4700 | 4791 | 4882 | 5038 | 5077 |
|               | 2013 | 2015 | 2016 | 2017 | 2018 | 2019 | 2020 | 2021 | 2022 |